# Mornel
Mornel (Eudromias morinellus) – gatunek średniego ptaka wędrownego z rodziny sieweczkowatych (Charadriidae), zamieszkujący wyspowo pasma górskie od północnej części Wysp Brytyjskich przez Półwysep Skandynawski, Ural, góry Syberii po Półwysep Czukocki. Na południu osiąga północno-wschodni Kazachstan, północno-zachodnie Chiny i Mongolię. Zimuje w Afryce Północnej, na Bliskim Wschodzie oraz w Iranie. Nie jest zagrożony wyginięciem.

## Taksonomia
Po raz pierwszy zgodnie z zasadami nazewnictwa binominalnego gatunek opisał Karol Linneusz w 1758 pod nazwą Charadrius morinellus na podstawie holotypu ze Szwecji. Obecnie (2023) Międzynarodowy Komitet Ornitologiczny podtrzymuje tę nazwę i uznaje gatunek za monotypowy. Według niektórych autorów rodzaj Charadrius nie jest monofiletyczny, w związku z czym mornel jest wydzielany jako monotypowy przedstawiciel rodzaju Eudromias.

### Etymologia
Gr. ευδρομιας eudromias – dobry biegacz < ευ eu – dobry; δρομος dromos – bieganie < τρεχω trekhō – biegać. Zdrobnienie gr. μωρος mōros – głupi.

## Morfologia

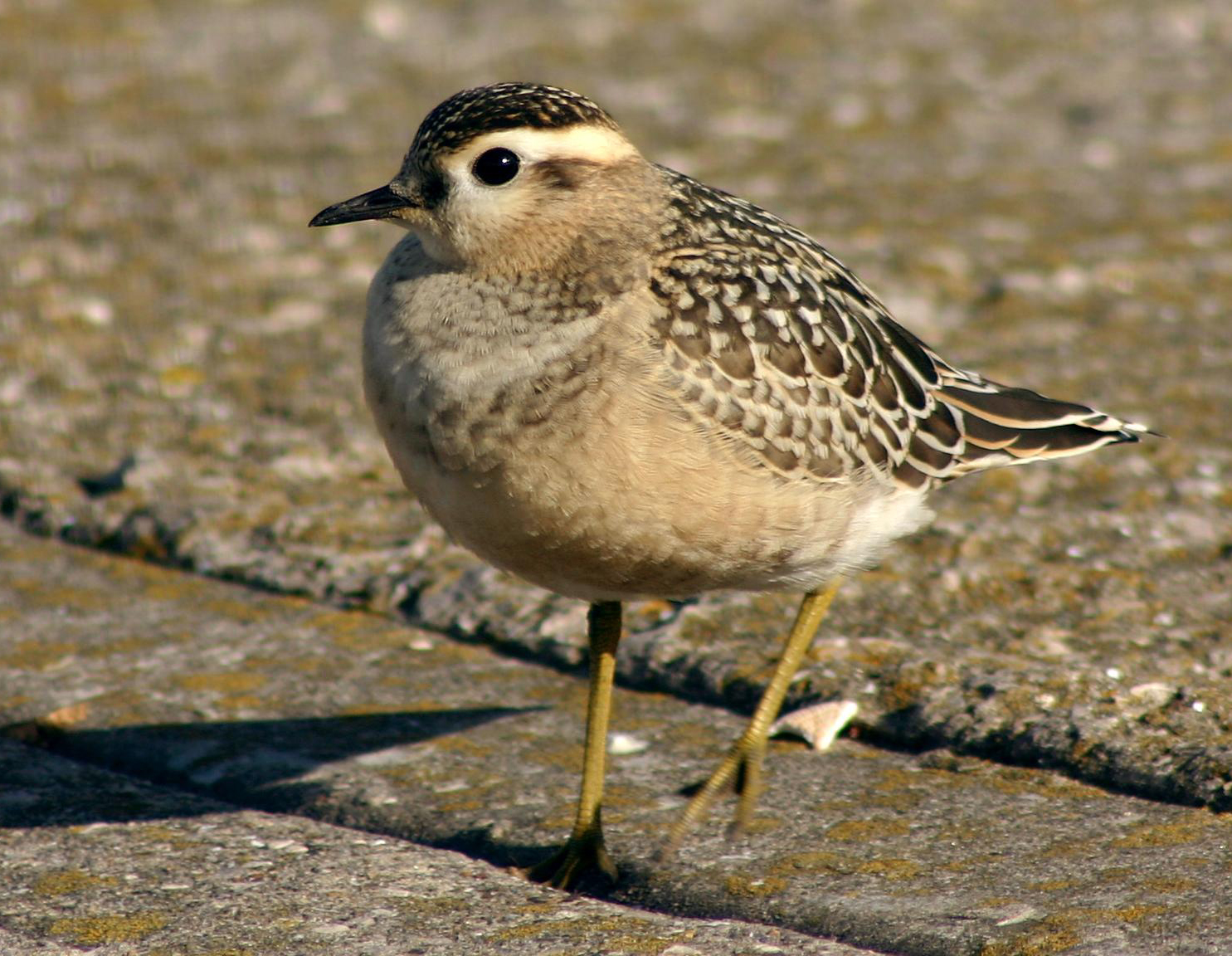
Osobnik młodociany

Występuje dymorfizm płciowy – samice są większe i barwniej ubarwione niż samce. Masa ciała u samca wynosi 86–116 g, u samicy 99–142 g; rozpiętość skrzydeł mieści się w przedziale 57–64 cm. Długość skrzydła: 143–163 mm, dł. dzioba – 14–19 mm, dł. skoku – 33–40 mm, dł. ogona – 62–73 mm.
W szacie godowej samica ma brązowe czoło (pokryte wyraźnymi białymi plamkami), a głowę i grzbiet szarobrązowe; pokrywy uszne ciemne, szarawe. Widoczna jest biała brew, która ciągnie się w tył i łączy na karku w kształt litery V. Broda i gardło białe, kantarek popielaty. Szyja i górna część piersi matowoszara, niekiedy pokryta drobnymi, brązowymi paskami. Grzbiet, kuper, pokrywy nadogonowe, lotki III rzędu, barkówki i pokrywy skrzydłowe przybierają kolor ciemnoszary. Można dostrzec wąskie, płoworude krawędzie piór w wymienionych obszarach. Najbardziej zewnętrzna z lotek posiada wyraźnie białą stosinę. Środkowe sterówki są ciemnoszare i czernieją ku końcowi, zaś na samym ich końcu znajduje się wąski cynamonowy pas. Pozostałe sterówki mają przed końcem czarny pas, zaś na końcu pas w kolorze białym. Górna część piersi jest szara; niżej widać wąski, choć wyraźny, biały pas, zaś w dalszej części spodu ciała rosną pióra o głębokim kasztanowym kolorze. Wyżej białej linii znajduje się cienka linia barwy czarnej, zaś niżej – popielata. Środek brzucha porastają czarne pióra. Okolice kloaki oraz pokrywy podogonowe są białe, a spody skrzydeł – szarobiałe.
Poza sezonem lęgowym ptaki obu płci wyglądają identycznie. W okresie lęgowym płci można rozróżnić: samice są wyraźnie barwniejsze, u samca występuje więcej barwy białej na czole, brązowy odcień na szyi i piersi, słabiej zaznaczona (w porównaniu do samicy) jest biała kreska na piersi oraz mniej czarnego na brzuchu. Niektóre osobniki wykazują cechy pośrednie i nie jest możliwe oznaczenie płci na podstawie wyglądu zewnętrznego.
W szacie spoczynkowej brak ozdobnych barw na spodzie ciała. Niższa część szyi i pierś są pokryte piórami brązowymi i szarymi, a przechodzi przez nie biaława linia. Brzuch wyraźnie bielszy. Górne partie ciała wyglądają podobnie jak w szacie godowej, jednak nieco bardziej brązowe i matowe. Wierzch głowy pokrywają ciemnobrązowe i płowe pasy, zaś brew jest nie biała, a brązowopłowa.
Tęczówka brązowa, dziób czarny (niekiedy u nasady żuchwy zielonawy lub szarawy), nogi matowożółte lub żółtobrązowe.

## Zasięg występowania
Mornel jest gatunkiem wędrownym. Gnieździ się od północnej Wielkiej Brytanii poprzez Skandynawię po północną Syberię i Półwysep Czukocki, dalej na południe lęgnie się w północno-zachodnim Kazachstanie, północno-zachodnich Chinach, północnej Mongolii i południowo-wschodniej Rosji. Okazjonalnie gniazduje w północno-zachodniej Alasce, w Pirenejach, Alpach, Karpatach oraz przypadkowych miejscach w Europie, a raz lęg stwierdzono na Spitsbergenie. Mornele na zimowiska udają się do północnej Afryki (od Maroka na wschód) oraz na Bliski Wschód po zachodni Iran.

### Status w Polsce i Czechach
W Polsce mornel pojawia się na przelotach, dawniej okazjonalnie gniazdował. W 2015 obserwowano mornele w okolicach Trzebiatowa – 2 maja jednego ptaka koło Robów i 5 maja cztery ptaki koło Zapolic. W 2015 przelot jesienny morneli przez Polskę zaczął się 16 sierpnia, a do końca miesiąca zaobserwowano w kraju co najmniej 212 wędrujących osobników.
W XIX wieku mornele gnieździły się w Karkonoszach, choć zwykle po czeskiej stronie. Ostatni przypadek gniazdowania w Polsce miał miejsce w Tatrach (lęg stwierdzony 13 lipca 1988). Gniazda w Karkonoszach znajdywano na wysokości do 1300 m n.p.m. Karkonoska populacja wyginęła w połowie XX wieku, głównie wskutek polowań i wybierania jaj. W tamtym okresie ostatnie lęgi stwierdzono w 1946 roku na Łącznej Górze (Luční hora) i później w 1948, kiedy miały gniazdować 2–3 pary. W latach 90. XX wieku obserwowano pojedyncze mornele lub pary w okolicach Białej Łąki, Upskiego Torfowiska oraz Panczawskiej Łąki. Jednak kolejny lęg miał miejsce po blisko pół wieku, w 1999 roku – kiedy na Łącznej Górze dostrzeżono rodzica z trójką nielotnych jeszcze młodych na wysokości 1550 m n.p.m. W maju 2001 roku obserwowano dorosłe ptaki kilkukrotnie, w okolicach Łącznej Góry, Studziennej Góry i Śnieżki – gdzie ptak odwodził obserwatora, symulując złamanie skrzydła. 23 maja 2002 roku na Łącznej Górze znaleziono gniazdo z trzema jajami, jednak brakowało doniesień o mornelach po polskiej stronie od połowy XX wieku. 13 maja 2009 roku samica była obserwowana nieopodal Śnieżnych Kotłów (po polskiej stronie), a 17 maja 2009 na szczycie Wielkiego Szyszaka obserwowano samca. Obserwacje zaakceptowała Komisja Faunistyczna.

## Ekologia
Mornele gniazdują na arktycznych wybrzeżach oraz w wewnątrzkontynentalnej tundrze, a do tego w obszarach górskich rozsianych w umiarkowanych strefach Eurazji. W przypadku gór mornele preferują płaskowyże z krótką roślinnością. W okresie sierpień-wrzesień ptaki zaczynają opuszczać swoje miejsca gniazdowania, a powracają pod koniec lutego lub w marcu. Podczas migracji ptaki trzymają się małymi grupami, zwykle po 3–6 osobników, niekiedy nawet 20–80. Niezależnie od pory roku mornele są łagodne. Na przelotach ptaki przebywają na otwartych terenach z krótką roślinnością (np. na wrzosowiskach) i polach. Zimują na kamienistym lub zakrzewionym stepie, półpustyniach, zaoranych polach i obrzeżach upraw. Pożywienie E. morinellus stanowią chrząszcze, dorosłe Diptera i ich larwy, prostoskrzydłe, pajęczaki, ślimaki i dżdżownice. Prócz tego zjadają materię roślinną – liście, nasiona, jagody i kwiaty.

### Rozród

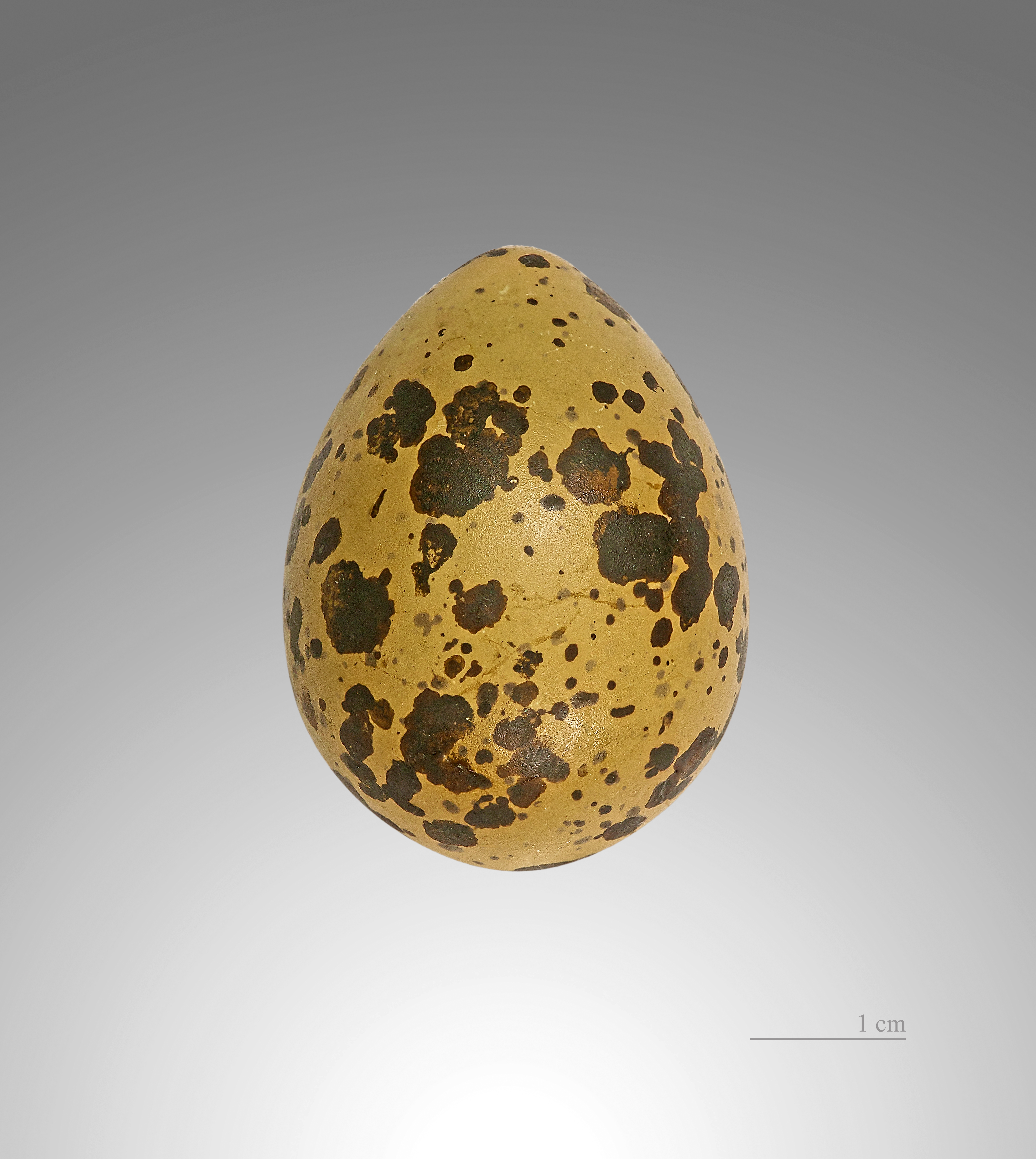
Jajo mornela z kolekcji muzealnej

Okres lęgowy trwa od maja do sierpnia. Mornel jest gatunkiem poliandrycznym. Samice mogą pozostać na lęgowiskach przez całe lato i tworzyć nowe pary z dopiero co przybyłymi samcami lub tymi, które straciły lęg lub pisklęta. Gniazdo to wydrapany w nagiej lub porośniętej krótkimi roślinami ziemi dołek. W zniesieniu znajdują się 3 jaja (przeciętna ich długość to ok. 40 mm, w źródle – 1,6 cala), które samiec wysiaduje przeważnie samotnie przez 24–28 dni. W jednym z badań (z 2002) samce wysiadujące jaja wraz z partnerką były przeciętnie cięższe o 7,8 g od tych wysiadujących samotnie. Następnie zajmuje się młodymi do ich opierzenia, czyli przez około 25 dni, oraz kolejne 2 tygodnie po opierzeniu.

## Status i ochrona
IUCN uznaje mornela za gatunek najmniejszej troski (LC, Least Concern) nieprzerwanie od 1988. Liczebność światowej populacji, według szacunków organizacji Wetlands International z 2015 roku, mieści się w przedziale 50–220 tysięcy osobników. Trend dla całej populacji jest spadkowy, jednak trend niektórych populacji lokalnych jest stabilny. BirdLife International wymienia ponad 90 ostoi ptaków IBA, gdzie występuje mornel.
W Polsce podlega ścisłej ochronie gatunkowej.